# Супремус
«Супре́мус» — объединение художников-авангардистов, которое было основано Казимиром Севериновичем Малевичем в 1915—1916 гг. Оно объединило художников, увлечённых созданным К. Малевичем супрематизмом. 
Несмотря на то, что группа «Супремус» просуществовала недолго, она дала высокие образцы произведений изобразительного искусства, которые оказали и оказывают программирующее влияние не только на современное русское, но и на мировое искусство.

## Список членов
В составе группы «Супремус» были следующие художники: 
1. Архипенко, Александр Порфирьевич (был формально включён Малевичем)
2. Давыдова, Наталья Михайловна
3. Клюн, Иван Васильевич
4. Кручёных, Алексей Елисеевич
5. Малевич, Казимир Северинович
6. Меньков, Михаил Иванович
7. Пестель, Вера Ефремовна
8. Попова, Любовь Сергеевна
9. Розанова, Ольга Владимировна
10. Рославец, Николай Андреевич
11. Удальцова, Надежда Андреевна
12. Хлебников, Велимир
13. Экстер, Александра Александровна
14. Юркевич, Мстислав Владимирович
15. Якобсон, Роман Осипович